# Majestic
Majestic je osmi studijski album njemačkog power metal sastava Gamma Ray, objavljen 22. rujna 2005. godine. Sastav je također izdao i LP inačicu albuma ograničenu na 1500 primjeraka preko svoje internet stranice uoči turneje koja je usljedila nakon izlaska albuma.

## Lista pjesama
1. "My Temple" (Hansen)
2. "Fight" (Richter)
3. "Strange World" (Hansen)
4. "Hell is Thy Home" (Hansen)
5. "Blood Religion" (Hansen)
6. "Condemned to Hell" (Zimmermann)
7. "Spiritual Dictator" (Zimmermann)
8. "Majesty" (Hansen)
9. "How Long" (Hansen)
10. "Revelation" (Richter)

- Bonus pjesma na japanskom izdanju

11. "Hellfire" (Zimmermann)

## Sastav
- Pjevač i gitarist: Kai Hansen
- Gitarist: Henjo Richter
- Basist: Dirk Schlächter
- Bubnjar: Dan Zimmermann

## Detalji
- Miksano u studiju "Hansen" u Hamburgu.
- Mastering je urađen u Finnvox studiju u Helsinkiju.
- Omot je naslikao Hervé Monjeaud.
- Knjižicu je priredio Henjo Richter.